# Midway-Klasse
Die Midway-Klasse war eine Klasse von Flugzeugträgern der United States Navy. Sie bestand aus drei Schiffen, die im Zeitraum 1945 bis 1947 in Dienst gestellt wurden. Die letzte Einheit war bis 1992 aktiv. Diese lange Dienstzeit machte intensive Modifikationen der Träger nötig, um mit der Entwicklung vom Propeller- zum Strahlflugzeug mithalten zu können. Die drei Einheiten waren die Midway (CV-41), Franklin D. Roosevelt (CV-42) und Coral Sea (CV-43). Sie wurden im Vietnam- und Golfkrieg eingesetzt.

## Geschichte

### Planung und Bau

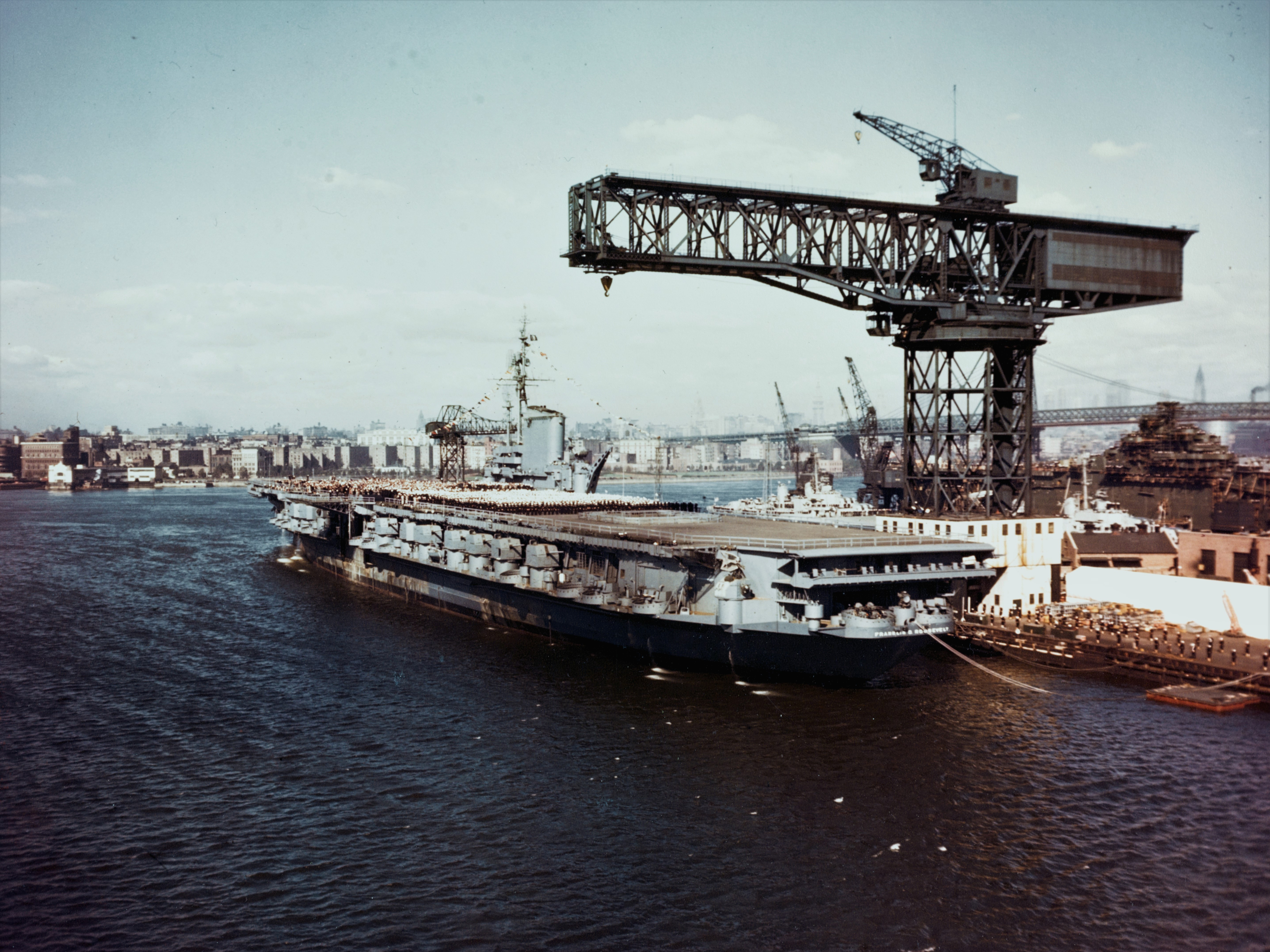
Indienststellung der Roosevelt

Die Planung für die Träger der Midway-Klasse begann während des Zweiten Weltkriegs, die Genehmigungen für vier Einheiten passierten den US-Kongress 1942, zwei weitere 1945. Letztlich wurden aber 1943 und 1944 nur drei Einheiten auf Kiel gelegt, die anderen drei wurden vor der Kiellegung wieder gestrichen. Gründe hierfür lagen in den Budgetkürzungen, die auch die US Navy nach Ende des Krieges zum Sparen zwangen. Die Träger waren wesentlich größer ausgelegt als ihre Weltkriegs-Vorgänger der Essex- und Ticonderoga-Klasse (modernisierte Essex) und konnten so mehr Flugzeuge transportieren. Die drei Einheiten wurden bei Newport News Shipbuilding (zwei Träger) und New York Shipbuilding auf Kiel gelegt. Der Bau dauerte jeweils rund eineinhalb Jahre, die Endausrüstung bei zwei Einheiten nur rund ein halbes Jahr, bei der dritten jedoch weitere eineinhalb. So wurden die Träger von September 1945 bis April 1947 in Dienst gestellt.

### Modifikationen
Die Träger der Midway-Klasse wurden während ihrer Dienstzeit intensiv modernisiert. Dies geschah im so genannten Service Life Extension Program der United States Navy (SLEP). Dabei wurden neben den Waffensystemen vor allem das Flugdeck und die zum Flugbetrieb nötigen Systeme wie Flugzeugaufzüge und Katapulte modifiziert und den für Strahlflugzeuge nötigen Bedingungen angepasst. Als erste Einheit wurde die Franklin D. Roosevelt nach dem Standard SCB-110 umgebaut (1954–1956), zwischen 1955 und 1957 folgte die Midway. Die Modifikation umschloss unter anderem eine Vergrößerung des Flugdecks, die Installation neuer Flugzeugaufzüge sowie Flugzeugkatapulte und Bremsseile sowie Modernisierung der Innenräume und Schiffselektronik.
Die Coral Sea erhielt in den Jahren 1957 bis 1960 ein überarbeitetes Programm SCB-110A. Hier wurde, neben den Änderungen aus SCB-110, ein noch größeres Flugdeck verbaut, es wurde außerdem ein zusätzliches Katapult installiert. Eine weitere Verbesserung der Midway (SCB-101.66) fand von 1966 bis 1970 statt. SCB-101.66 vergrößerte das Flugdeck auch gegenüber Coral Sea noch einmal, außerdem wurden die Aufzüge für den Transport von schwereren Flugzeugen verstärkt und verbesserte Katapulte eingebaut. Auf Grund von Kostenüberziehungen (die Gesamtkosten lagen bei über 200 Millionen US-Dollar), wurde dieses Programm für die Franklin D. Roosevelt gestrichen und dort nur mehr einige Arbeiten an den Aufzügen durchgeführt. Vor allem die weitere Vergrößerung des Flugdecks blieb damit aus.

### Dienstzeit

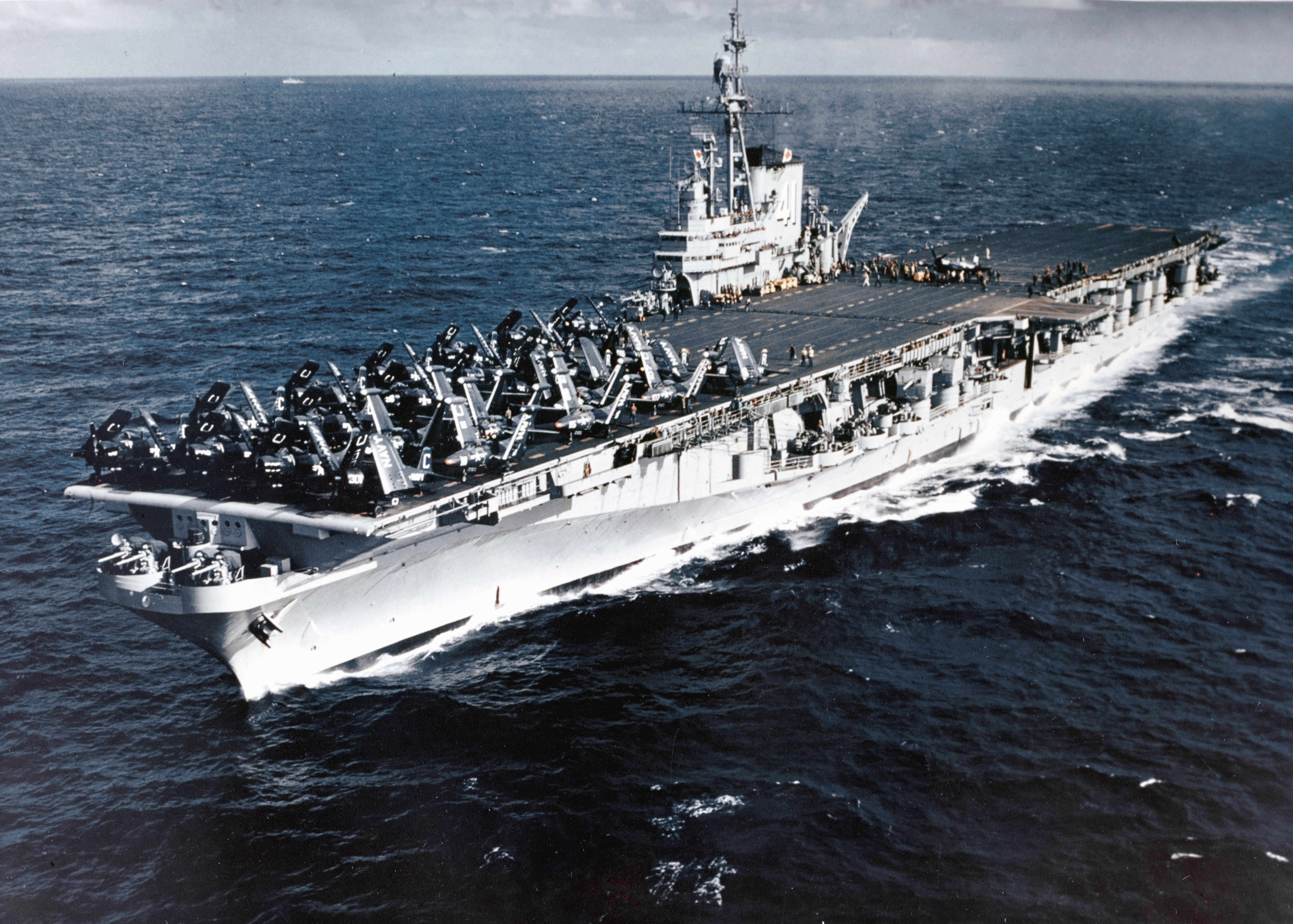
Midway 1953, noch mit ursprünglichem Flugdeck

Während die Franklin D. Roosevelt bereits 1977 außer Dienst gestellt und durch die Dwight D. Eisenhower der Nimitz-Klasse ersetzt wurde, blieben die anderen beiden Flugzeugträger der Klasse bis in die 1990er Jahre hinein in Dienst. Dieser extreme Unterschied in der Dienstzeit erklärt sich durch das Ausbleiben von SCB-101.66, aber auch der Tatsache, dass die Franklin D. Roosevelt Probleme mit ihrer Antriebsanlage hatte und auch ansonsten das am schlechtesten erhaltene Schiff der Klasse war. Bereits kurz nach der Außerdienststellung wurde die FDR verschrottet. Ein Vorgehen, das die Regierung Reagan später bedauerte, da sie den Träger im Rahmen des Programms „Marine der 600 Schiffe“ und unter Einbeziehung des damaligen Trägermangels – zumindest als Schulträger – gern wieder in Dienst gestellt hätte.
Die Midway und die Coral Sea dienten durch ihre lange Dienstzeit zusammen mit den Flugzeugträgern der Essex-, Forrestal-, Kitty-Hawk- und Nimitz-Klasse, wurden aber schlussendlich durch neue Einheiten letzterer Klasse ersetzt. Damit waren sie ein Bindeglied zwischen den Einheiten des Zweiten Weltkrieges und des Kalten Krieges mit dem Zeitalter der nuklear getriebenen Flugzeugträger. Die Coral Sea war seit Ende der 1970er Jahre der 13. Träger der US-Flotte, der kein eigenes Geschwader mehr besaß, sondern im Einsatzfall ein gerade freies zugeteilt bekam. Seit dieser Zeit war die Midway, auf Grund der besseren Technik nach SCB-101.66, als regulärer Träger in Japan stationiert. Die Coral Sea wurde 1990 außer Dienst gestellt, die Midway erst 1992. Die Coral Sea wurde an eine Abbruchfirma verkauft und recht schnell bis 1996 abgewrackt. Die Midway lag von 1992 bis 2003 in der Reserveflotte in Bremerton und wurde schließlich an das San Diego Aircraft Carrier Museum abgegeben, das den Träger als Museumsschiff in San Diego, Kalifornien hergerichtet hat.

## Einheiten
| Name                  | Auftragsvergabe   | Kiellegung       | Stapellauf     | Indienststellung   | RCOH | Außerdienststellung | Heimathafen | Verbleib/Bemerkungen                      |
| --------------------- | ----------------- | ---------------- | -------------- | ------------------ | ---- | ------------------- | ----------- | ----------------------------------------- |
| Midway                | 29. Dezember 1942 | 27. Oktober 1943 | 20. März 1945  | 10. September 1945 |      | 11. April 1992      |             | Museum in San Diego                       |
| Franklin D. Roosevelt |                   | 1. Dezember 1943 | 29. April 1945 | 27. Oktober 1945   |      | 30. September 1977  |             | Ab 1980 in Kearny, New Jersey abgebrochen |
| Coral Sea             | 14. Juni 1943     | 10. Juli 1944    | 2. April 1946  | 1. Oktober 1947    |      | 26. April 1990      |             | bis 1996 verschrottet                     |

## Technik

### Rumpf

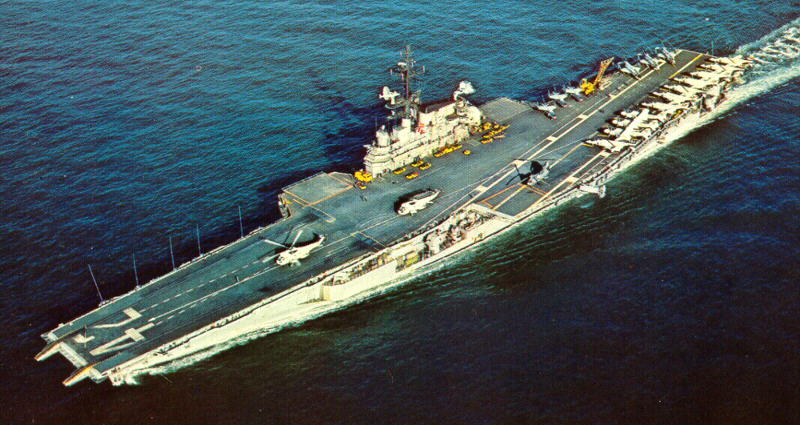
Die Franklin D. Roosevelt mit neuem Flugdeck

Zu Beginn waren die drei Träger rund 295 Meter lang (Länge über alles), ca. 37 Meter breit und verdrängten rund 45.000 ts. Sie besaßen ein axial angeordnetes Deck und eine schmale „Insel“, in der die Kontrollräume untergebracht waren. Zu diesem Zeitpunkt war der Schornstein das markanteste Element der Schiffe. Der Rumpf und die kleinen Aufbauten bestanden komplett aus Stahl.
Nach dem Umbau war das Flugdeck um rund acht Grad aus der Mittelachse abgewinkelt. Dieses Design erlaubte es der Mannschaft, während Landeoperationen auf dem abwinkelten Teil des Decks stattfanden, weiterhin Starts über den Bug durchzuführen. Mit dem Umbau wurde das Flugdeck auf der Midway auf 305 Meter verlängert, die Breite betrug nun 67,1 Meter, bei der Coral Sea betrug die Länge nun 298,6 Meter, die Breite 72,6 Meter. 
Die Verdrängung vergrößerte sich auf bis zu 69.000 ts. Zusätzlich wurde die Insel vergrößert und der Schornstein in das Design integriert. Unter dem Flugdeck befand sich der Hangar, in dem die Flugzeuge, die nicht eingesetzt wurden, gewartet werden konnten und vor der Gischt an Deck geschützt waren. Der zu Beginn achtern installierte Flugzeugaufzug, der die Maschinen aus dem Hangardeck nach oben brachte, wurde beim Einbau des Winkelflugdecks an die Deckskante verlegt. Außerdem wurden die Hydraulik-Katapulte durch dampfbetriebene ersetzt, die Midway und die Franklin D. Roosevelt erhielten zwei Anlagen, die Coral Sea eine dritte auf dem zur Landung vorgesehenen Decksteil. Diese um 50 % größere Kapazität für Flugzeugstarts machte sie zum wertvollsten der drei Träger, da in einer Krisensituation so mehr Flugzeuge in geringerer Zeit in die Luft gebracht werden konnten.

### Antrieb
Die Schiffe waren mit vier Westinghouse Dampfturbinen ausgestattet, (die jeweils eine Welle antrieben) und insgesamt 212.000 Shp (158.000 kW) entwickelten, mit der sie eine Höchstgeschwindigkeit von 33 Knoten (61 km/h) erreichte. Der Dampf wurde von 12 Babcock & Wilcox Wasserrohrkesseln mit einer Temperatur von 454 Grad Celsius und einem Arbeitsdruck von 39 Bar geliefert. Die Schiffe konnten maximal 10.032 tn.l. Heizöl und 265 tn.l. Diesel mitführen, was ihnen bei 15 Knoten (28 km/h) eine Reichweite von 15.000 Seemeilen (knapp 28.000 km) ermöglichte. Die Besatzung des Schiffes bestand aus 4104 Offizieren und Mannschaft.

### Bewaffnung
Zu Beginn ihrer Dienstzeit erhielten die Midways noch relativ starke Flugabwehrbewaffnung, was aus den Erfahrungen im Pazifikkrieg resultierte. Diese wurden bei den Modernisierungen jedoch immer weiter demontiert, da die Geschütze im Jetzeitalter nicht mehr effektiv eingesetzt werden konnten. Insgesamt gab es 18 5-Zoll-Geschütze (auf der Coral Sea von Anfang an nur 14), 21 40-mm-Vierfachflak und 28 kleine 20-mm-Waffen. Die 5-Zöller wurden bald reduziert, die ausgebauten Geschütze wurden für japanische Zerstörer-Neubauten weiterverwendet.
Später wurden auf der Midway und der Coral Sea auch modernere Waffen verbaut. Die Coral Sea wurde mit drei Close-in-Weapon-Systems (CIWS) vom Typ Phalanx versehen, die eine Nahbereichsverteidigung gegen anfliegende Seezielflugkörper darstellten. Die Midway erhielt zwei CIWS und zusätzlich zwei BPDMS-Starter für das Punktverteidigungsraketensystem RIM-7 Sea Sparrow.
Auf der Insel befanden sich die Radargeräte, die die Zieldaten für die Waffensysteme lieferten. Zu Ende der Dienstzeit waren dies das 3D-Radar SPS-48 von ITT-Gilfillan und Raytheons 2D-System SPS-49. Zur Navigation wurde ein SPS-65 eingesetzt. Diese Systeme ersetzten das veraltete Navigationsradar SPS-10, das 2D-Radar SPS-43 von Hughes/Westinghouse, das in Zusammenspiel mit dem Höhenfinder SPS-30 von General Electric arbeitete.

### Trägergeschwader

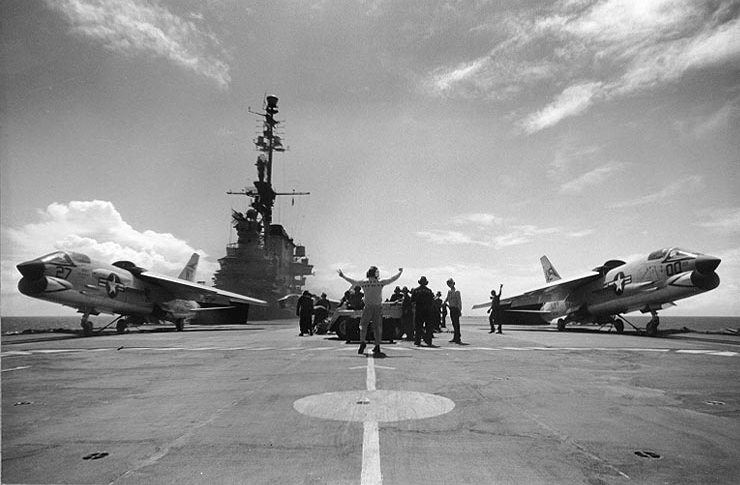
Zwei Vought F-8 auf der USS Midway (1963)

An Bord eines nicht modernisierten Trägers der Midway-Klasse konnten bis zu 130 Flugzeuge der Weltkriegs-Generation untergebracht werden. Da eine solch große Anzahl jedoch nicht mehr von Bord aus kontrolliert und koordiniert werden konnte, war die Größe des Trägergeschwaders (engl. Carrier Air Wing) auf ca. 100 Maschinen beschränkt. Der Platz an Bord konnte jedoch gut für die mehr Raum einnehmenden Flugzeuge der „Jet-Generation“ genutzt werden, pro Träger konnten nach den Modernisierungen rund 65 (Coral Sea) beziehungsweise 75 (Midway) moderne Flugzeuge mitgeführt werden.
Lediglich die Grumman F-14 Tomcat und die Lockheed S-3 Viking  konnten nie auf den Trägern der Midway-Klasse eingesetzt werden, obwohl Midway mit dem SCB-101.66-Umbau ursprünglich für jene Muster ertüchtigt werden sollte. Hauptursache hierfür war die limitierte Höhe des Hangardecks, welche Wartungsarbeiten am Fahrwerk sowie den Ausbau der Schleudersitze der F-14 unter Deck nicht zuließ. Darüber hinaus wurden die Jet blast deflector nie für die weit auseinanderliegend montierten Triebwerke beider Muster ertüchtigt. In den Jagdstaffeln kamen daher weiterhin die F-4 Phantom II bzw. nach deren Einführung in den 1980er Jahren die F/A-18 Hornet zum Einsatz. Die U-Jagd-Rolle, für die die Viking vorgesehen war, musste nach der Ausmusterung des Vorgängermodells Grumman S-2 Tracker von Begleitschiffen übernommen werden. Die Trägergeschwader zum Ende der Dienstzeit von Coral Sea und Midway setzten sich demzufolge aus drei bis vier Staffeln F/A-18, ein bis zwei Staffeln Grumman A-6 Intruder sowie Abordnungen von Grumman E-2 Hawkeye, Grumman EA-6B Prowler sowie SH-3 Sea King zusammen.

## Besatzung
Die Besatzungszahl auf jedem der Schiffe lag bei rund 4100 zu Beginn ihrer Dienstzeit, nach der Modernisierung fuhren über 4600 Männer und Frauen auf einem Träger, davon 400 Offiziere. Rund 2800 Seeleute waren für das Schiff zuständig, weitere 1800 gehörten zum fliegenden Personal und den Flugzeugtechnikern. Dazu kam eine kleine Abordnung Marines von 72 Mann. Eine solch hohe Besatzungszahl bedeutete auch hohe Anforderungen an die Logistik und Versorgung. Die Frischwassererzeuger an Bord produzierten so 900.000 Liter täglich, die neben der Verdampfung in den Kesseln auch der Versorgung der Besatzung dienten. Täglich wurden in den Speisesälen 13.000 Mahlzeiten ausgegeben, der Verbrauch lag bei 1000 Laiben Brot, 2000 Kilogramm Fleisch und 2200 Kilogramm Gemüse täglich.

## Einsatzprofil

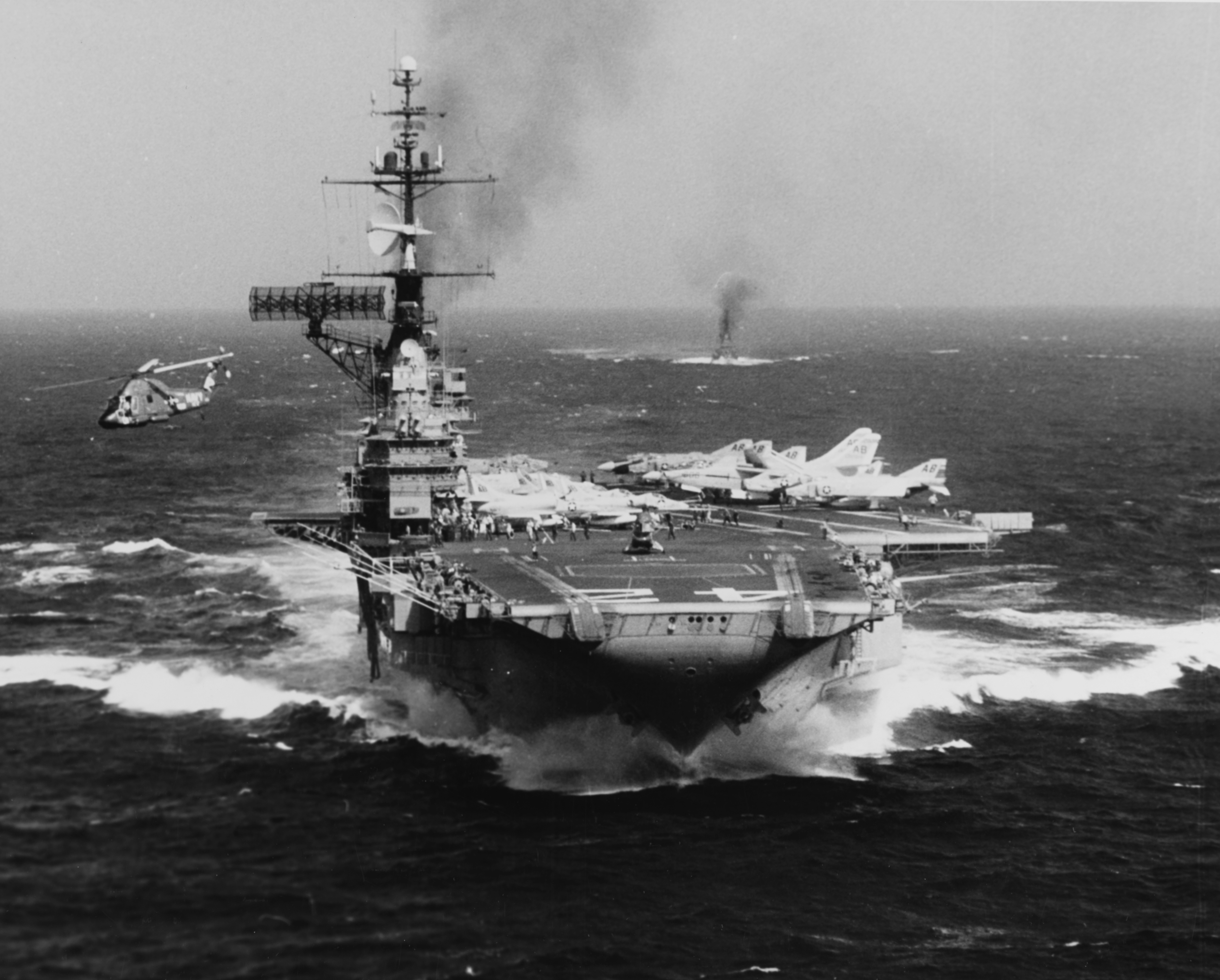
Die Roosevelt im Golf von Tonkin

Die Träger der Midway-Klasse fuhren innerhalb einer um sie gruppierten Flugzeugträgerkampfgruppe, die sie sowohl gegen Luft- und Überwasserschiffe verteidigte und auch U-Jagd leistete. Langstreckenüberwachung konnten Airborne-Early-Warning-Flugzeuge, also Flugzeuge zur luftgestützten Frühwarnung, bieten. Die Jagdflugzeuge schützten den Träger etwa mittels Combat Air Patrols. Nachdem die drei Einheiten den Zweiten Weltkrieg schon knapp verpasst hatten, wurden sie auch während des Koreakrieges nicht eingesetzt, sondern operierten während dieser Zeit überwiegend in europäischen Gewässern. Kampfeinsätze flogen Flugzeuge von Deck der Träger erstmals im Vietnamkrieg, in dessen Verlauf die Midway drei, die Franklin D. Roosevelt eine und die Coral Sea sechs Einsatztouren fuhr. Einen letzten Kampfeinsatz leistete die Midway schließlich 1990 während der Operation Desert Storm. Bis heute gilt die Midway, die nach 47 Dienstjahren 1992 aus dem aktiven Dienst der US-Marine ausschied, nach der Enterprise, als der Flugzeugträger mit der weltweit zweitlängsten Einsatzperiode aller Zeiten.